# Diana Wiktorowna Wischnjowa

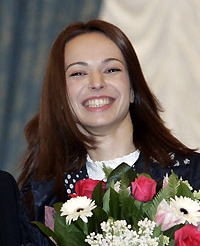
Diana Wischnjowa (2007)

Diana Wiktorowna Wischnjowa (russisch Диана Викторовна Вишнёва, meist in englischer Transkription Diana Vishneva; * 13. Juli 1976 in Leningrad) ist eine russische Balletttänzerin. Sie gilt neben Sylvie Guillem und Swetlana Sacharowa als eine der berühmtesten und höchstbezahlten Tänzerinnen der Gegenwart.

## Leben
Wischnjowa erhielt ihre Tanzausbildung an der Waganowa-Akademie in St. Petersburg und wurde dort unter anderem von Ljudmila Kowaljowa unterrichtet. Noch während ihrer Ausbildung tanzte sie im Mariinski-Theater die Rolle der Kitri im Ballett Don Quichotte. Nach ihrem Abschluss 1995 wurde sie ins Kirow-Ballett übernommen, wo sie ein Jahr später zur ersten Solistin ernannt wurde.
2005 nahm Wischnjowa neben ihrem Vertrag beim Kirow-Ballett eine weitere Stelle als erste Solotänzerin beim American Ballet Theatre an.
Wischnjowas Repertoire umfasst sowohl die großen Klassiker der Ballettgeschichte als auch moderne, teilweise eigens für sie choreografierte Werke. Sie hat neben ihren Auftritten beim Kirow-Ballett und dem American Ballet Theatre zahlreiche Gastauftritte bei den Ballettkompanien von München (Bayerisches Staatsballett), Moskau (Bolschoi-Ballett) und Paris (Ballet de l’Opéra de Paris) absolviert. Am Staatsballett Berlin ist sie Gastsolistin, meist als die Partnerin von Wladimir Malachow.
2010 gründete sie die „Diana Vishneva Foundation“, eine Wohltätigkeitsorganisation, die sich in Russland, den USA und Japan unter anderem zum Ziel gesetzt hat, Ballett allen sozialen Schichten zugänglich zu machen, diese Form der Kunst zu promoten und jungen sowie Tänzern im Ruhestand zu helfen.

## Preise und Auszeichnungen
- 1994 Prix de Lausanne (Goldmedaille)
- 1995 La Divina-Preis
- 1996 Prix Benois de la Danse für Don Quichotte
- 1996 Goldene Maske für Symphonie in C
- 1998 Baltika-Preis für (Bestes Duett, mit F. Ruzimatov)
- 2000 Russischer Staatspreis
- 2001 Goldene Maske für Rubies
- 2002 Dance Europe Magazine (Tänzer des Jahres)
- 2007 Künstler des Russischen Volkes
- 2009 Die Produktion Beauty in Motion erhielt Russland den nationalen Golden Mask Theaterpreis in drei Kategorien: „Best Ballet Produktion“, „Beste weibliche Rolle im Ballet“ und der „Critics’ Award“.

## Rollen (Auswahl)
- 2006 Mittleres Duett
- 2007 Romeo und Julia
- 2007 Premiere des Balletts Silenzio, inszeniert von Andrei Moguchy und Alexei Kononov
- 2007 Debüt im Yuri Grigorowitsch Ballett mit dem Stück The Legend of Love
- 2008 Uraufführung von Beauty in Motion. Konzipiert von Sergei Danilian, produziert vom Präsidenten des Ardani Artists Management. Inszenierung Alexei Ratmansky (Pierrot Lunaire), Moses Pendleton (FLOW For Love of Women) und Dwight Rhoden (Three Point Turn). Das Programm feierte weitere Premieren in New York (21.-24. Februar) und Moskau (28. und 29. Februar). Kritiker lobten die Hauptrolle als herausragende kreative Persönlichkeit.
- 2009 Hauptrollen beim American Ballet Theatre in Frederick Ashtons Ballett Sylvia und Alexei Ratmansky ist auf dem Dnjepr.
- 2010 Ballett-Premieren: Die Kameliendame in New York, La Péri in Berlin, Anna Karenina und Carmen-Suite in Sankt Petersburg.
- 2010 Premiere von Rustam Khamdamovs Film Diamonds beim Filmfestival in Venedig
- 2010–2011 Arbeit mit den Tanzgruppen von Édouard Lock (New Work by Édouard Lock) und Martha Graham (Errand into the Maze). Premiere des Balletts Errand into the Maze im Mariinski-Theater als Teil der Diana Wischnjowa Gala zur Feier ihrer 15-jährigen Bühnenpräsenz.
- 2011 Premiere des Projekts Dialogues im Mariinski-Theater. Das Projekt bringt Werke berühmter Choreographen zusammen, Martha Graham (USA), Paul Lightfoot, Sol León (Niederlande) und John Neumeier (Deutschland). Es ist ein gemeinsames Projekt zwischen der Diana-Wischnjowa-Stiftung und dem Mariinski-Theater mit Unterstützung der Ardani Künstler (USA).
- 2012 Das erste International-Diana-Wischnjowa-Ballet-Festival fand vom 13. bis 15. April 2012 in Kazan statt, da Wischnjowa tatarische Wurzeln hat. Während des Festivals, hatte das Publikum die Möglichkeit, eine klassische Version des Balletts Giselle zu sehen. Die Hauptrollen wurden von Wischnjowa und Marcelo Gomes getanzt, ihrem Bühnenpartner beim American Ballet Theatre. Es gab auch ein Gala-Konzert mit zeitgenössischer Choreografie.
- 2012 Am Bolschoi-Theater tanzte Wischnjowa mit Alexei Ratmansky das Ballett Verlorene Illusionen
- 2012 Premiere einer Neuinszenierung des  John Cranko Ballett Onegin mit dem American Ballet Theatre. Die New Yorker Presse kommentierte, dass die Performance Wischnjowas und Marcelo Gomes als Duett in Onegin nicht nur die Schönheit des Tanzes zeige, sondern auch das wahre Drama von Puschkins Roman vermittele.